# RQ-8A Fire Scout

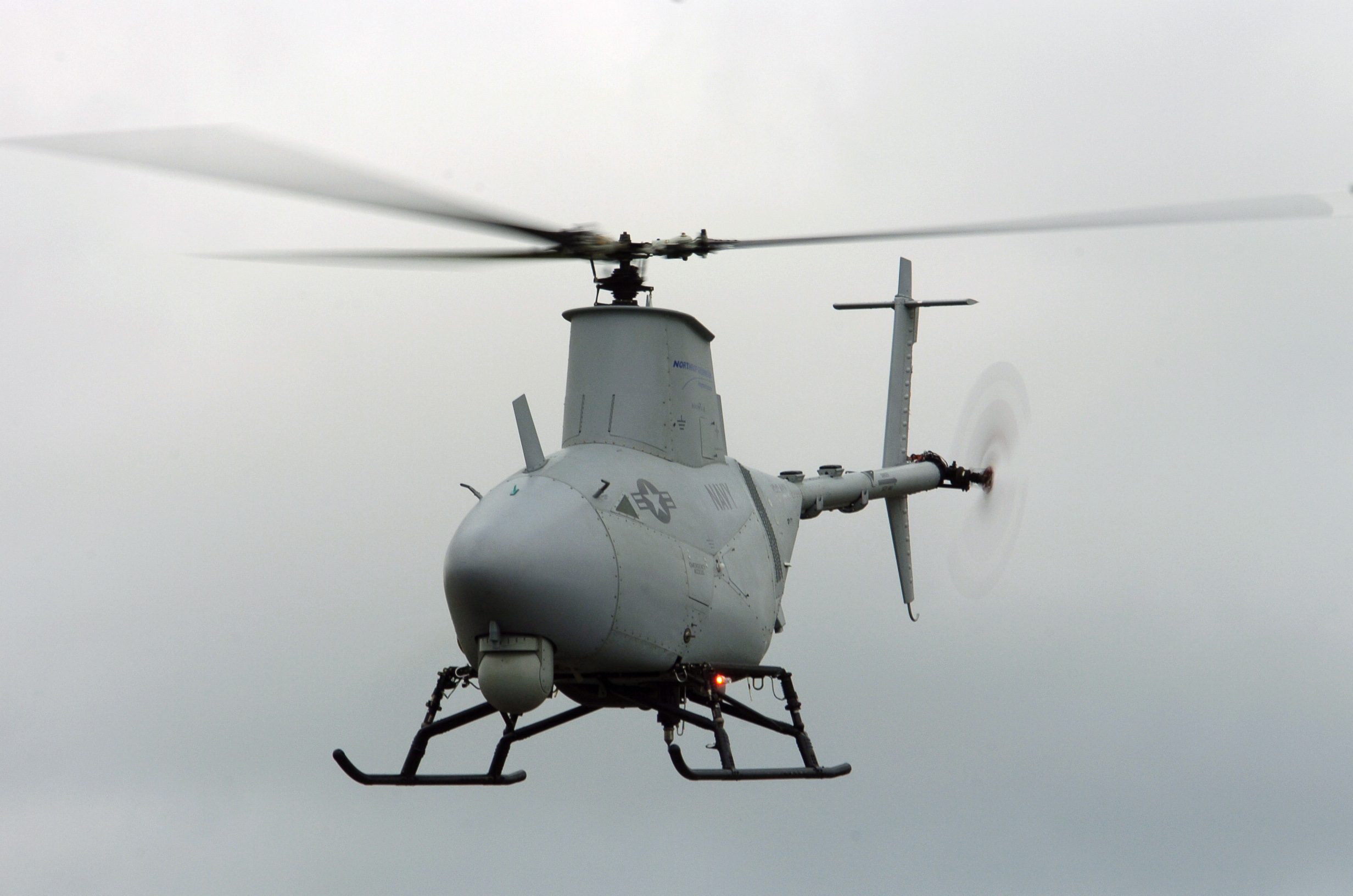
RQ-8A Fire Scout

RQ-8A Fire Scout — беспилотный вертолет БПЛА, разработан компанией Northrop Grumman. Первый полет совершил в 2002 году.
RQ-8A может летать около восьми часов со скоростью, превышающей 230 км/ч. Он способен самостоятельно взлетать и приземляться. В основе RQ-8A лежит Schweizer 330SP — модель легкого вертолета пилотируемого человеком. Считается, что потенциал «Файр скаута» позволяет заменить целый корабль береговой охраны.

## ЛТХ
- Длина: 6,98 м
- Диаметр ротора: 8,38 м
- Высота: 2,87 м
- Масса аппарата: 661 кг

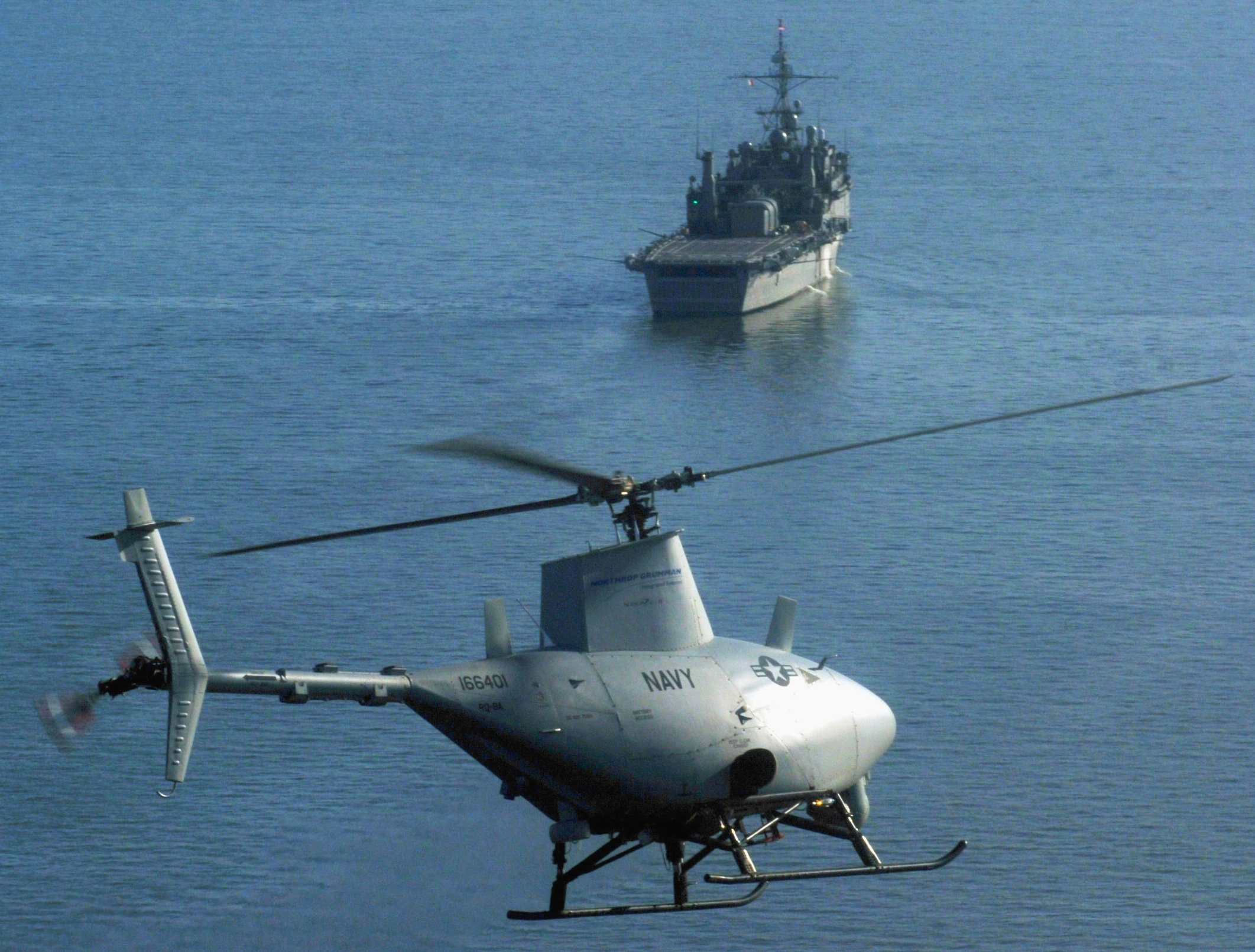
Fire Scout

- Максимальная взлетная масса: 1200 кг
- Скорость: 231 км/ч
- Потолок: 6100 м
- Продолжительность автономного полета: 5 часов
- Двигатель: 420-сильный турбовальный Rolls-Royce/Allison 250-C20W